# Tmesisternus isabellae
Tmesisternus isabellae là một loài bọ cánh cứng trong họ Cerambycidae.